# Gieser Wildeman (pera)
 'Gieser Wildeman' es un cultivar antiguo de pera europea Pyrus communis. Un híbrido de pera de parentales desconocidos. Es una pera que se consume guisada. La variedad fue criada por Mr. Wildeman de Gorinchem y comercializada alrededor de 1850.

## Origen
'Gieser Wildeman' es una antigua variedad de pera guisada de los Países Bajos. La variedad fue criada por Mr. Wildeman de Gorinchem y comercializada alrededor de 1850. En el cultivo comercial de frutas, 'Gieser Wildeman' es la variedad de pera cocida más cultivada en los Países Bajos. Sin embargo, su más fuerte rival la variedad de pera guisada Saint Rémy se cultiva en una escala modesta . La superficie de peras guisadas en los Países Bajos es de más de 250 hectáreas. En el lenguaje popular, el nombre 'Gieser' también se convierte en 'Giesse'.
'Gieser Wildeman' está cultivada en diversos bancos de germoplasma de cultivos vivos tales como en National Fruit Collection (Colección Nacional de Fruta) de Reino Unido con el número de accesión: 1949-087 y Nombre Accesión : Gieser Wildeman.

## Características
'Gieser Wildeman' es un peral de crecimiento lento con ramas verticales. El peral también se puede utilizar bien como arbusto, medio tallo o espaldera debido a su hábito de crecimiento lento. Tiene un tiempo de floración que comienza a partir del 19 de abril con el 10% de floración, para el 24 de abril tiene una floración completa (80%), y para el 6 de mayo tiene un 90% caída de pétalos. Presenta vecería.
'Gieser Wildeman' tiene una talla de fruto pequeño a medio; forma cónica, con un peso promedio de 111,00 g; epidermis con color de fondo verde cuando maduro marrón amarillento, con sobre color ausente, con un ruginoso-"russeting" muy alto, "russeting" (pardeamiento áspero superficial que presentan algunas variedades) de alto a muy alto (51-100%); cáliz medio y abierto, con un cáliz plano; pedúnculo de una longitud de medio, con un ángulo oblicuo, con una curva ausente, y un grosor medio; carne de color blanco, con pulpa granulada debido a las células de piedra y dura. Es una pera guisada muy buena, ligeramente dulce.

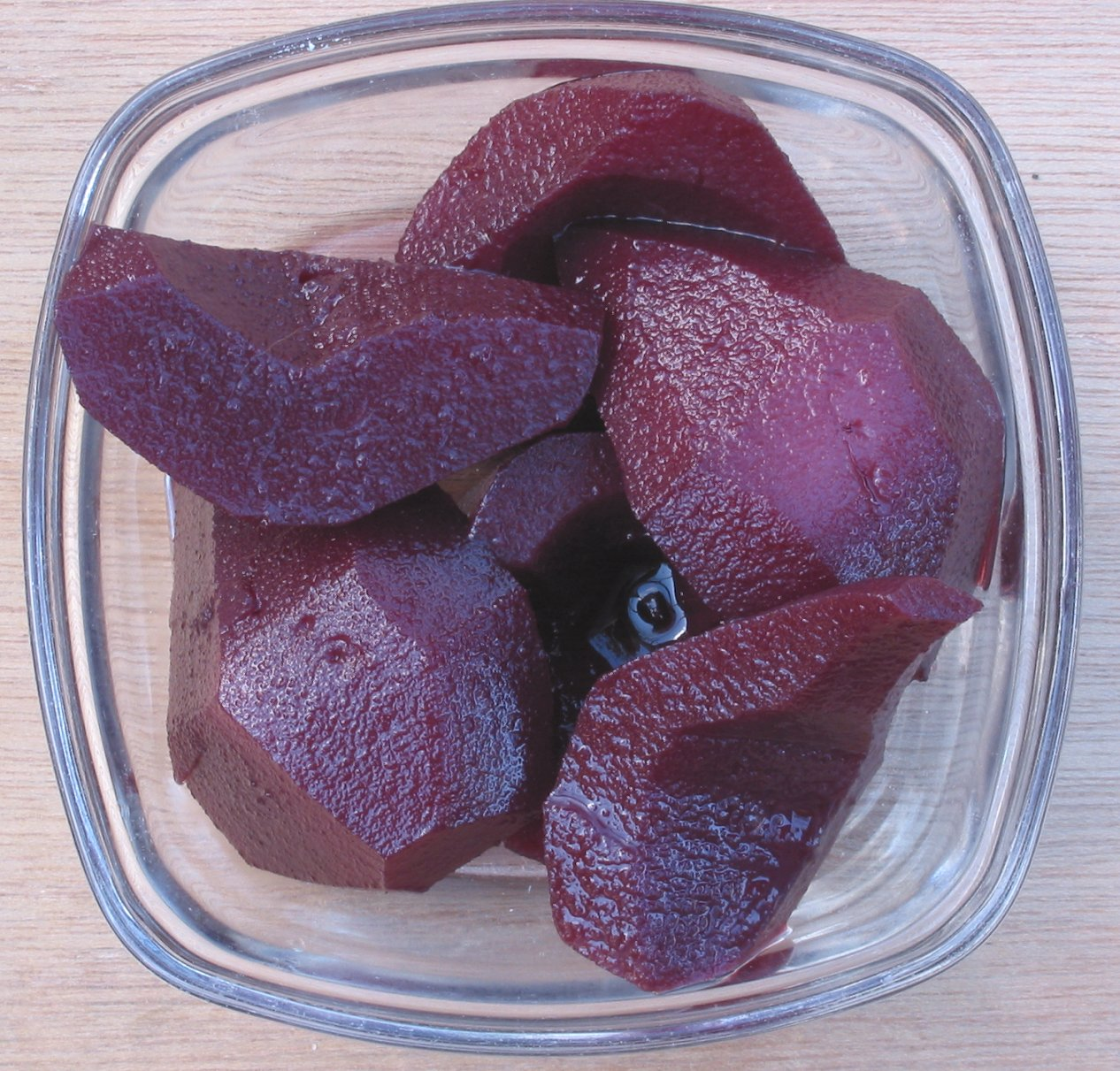
Las peras de la variedad 'Gieser Wildeman' guisada en vino tinto.

## Recogida
Se puede recolectar en la primera quincena de octubre y se puede conservar hasta enero.

## Uso
Se utiliza solo como pera de cocina. Con pulpa granulada debido a las células de piedra . Al cocinar esta pera guisada durante 3 horas o más, estas células de piedra desaparecen y la pulpa se vuelve marrón oscura / roja. Pero el color solo aparece cuando las peras están bien maduras. Las peras que no están maduras se vuelven dulces pero permanecen de un color blanco a un rosa suave. Si no desea cocinar las peras por tanto tiempo o si las peras aún no están bien maduras, pero desea tener el color rojo específico, entonces el vino tinto puede ofrecer una solución. Dependiendo del tipo de vino, dulce o seco, se logrará un efecto culinario diferente. Por ejemplo, también puede ser cocinado con una rama de canela pequeña. Las peras se pueden cocinar y servir muy bien con la piel, pero luego es útil colocar un plato pequeño sobre la mesa. Si las peras están cocidas rojas, entonces la piel se desprende fácilmente y en trozos grandes y la pulpa es súper suave.

## Susceptibilidades
'Gieser Wildeman' es muy susceptible a la bacteria Pseudomonas syringae, que causa la muerte de ramas y flores y es bastante o muy susceptible al fuego bacteriano (Erwinia amylovora). Los frutos son susceptibles a la pudrición del tallo y la nariz (Nectria galligena). El árbol también es muy susceptible a la infestación por psílidos de la pera ( Psylla pyri y Psylla pyricola).